# Eudorylas extensus
Eudorylas extensus är en tvåvingeart som först beskrevs av Enrico Adelelmo Brunetti 1923.  Eudorylas extensus ingår i släktet Eudorylas och familjen ögonflugor. Inga underarter finns listade i Catalogue of Life.